# Birgitta Sund
Birgitta Sund es una deportista sueca que compitió en esquí de fondo adaptado. Ganó seis medallas en los Juegos Paralímpicos de Invierno, tres oros en Örnsköldsvik 1976 y tres oros en Geilo 1980.

## Palmarés internacional
| Juegos Paralímpicos | Juegos Paralímpicos   | Juegos Paralímpicos | Juegos Paralímpicos      |
| Año                 | Lugar                 | Medalla             | Prueba                   |
| ------------------- | --------------------- | ------------------- | ------------------------ |
| 1976                | Örnsköldsvik (Suecia) | Medalla de oro      | 5 km distancia corta A   |
| 1976                | Örnsköldsvik (Suecia) | Medalla de oro      | 10 km distancia media A  |
| 1976                | Örnsköldsvik (Suecia) | Medalla de oro      | 3 × 5 km A-B             |
| 1980                | Geilo (Noruega)       | Medalla de oro      | 5 km distancia corta 5B  |
| 1980                | Geilo (Noruega)       | Medalla de oro      | 10 km distancia media 5B |
| 1980                | Geilo (Noruega)       | Medalla de oro      | 4 × 5 km 5A-5B           |